# قائمة الأفلام المتصدرة شباك التذاكر الأمريكي عام 1980
هذه قائمة الأفلام التي احتلت المرتبة الأولى في شباك التذاكر الأمريكي في عام 1980. استندت البيانات إلى بيانات من 20 إلى 22 مدينة رئيسي، وبالتالي، قد لا يكون الربح هو إجمالي الربح الذي حققه الفيلم على المستوى الوطني في الأسبوع.

## الأفلام الأولى
|    | التاريخ        | الفيلم                                             | الربح     | ملاحظات | مراجع                |
| -- | -------------- | -------------------------------------------------- | --------- | --- | -------------------- |
| 1  | 2 يناير 1980   | ستار تريك: الفيلم السينمائي                        | 3,287,481 | | [ 1 ]                |
| 2  | 9 يناير 1980   | كرامر ضد كرامر                                     | 1,897,954 | وصل كرامر ضد كرامر إلى المركز الأول في الأسبوع الثالث من إصدارها | [ 2 ]                |
| 3  | 16 يناير 1980  | كرامر ضد كرامر                                     | 2,018,194 | | [ 3 ]                |
| 4  | 23 يناير 1980  | كرامر ضد كرامر                                     | 1,655,591 | حقق كرامر ضد كرامر 3 ملايين دولار في عطلة نهاية الأسبوع المنتهية في 20 يناير في جميع الأسواق الوطنية                                                                | [ 4 ] [ 5 ]          |
| 5  | 30 يناير 1980  | كرامر ضد كرامر                                     | 1,541,864 | حقق كرامر ضد كرامر 3 ملايين دولار في عطلة نهاية الأسبوع المنتهية في 27 يناير في جميع الأسواق الوطنية                                                                | [ 6 ] [ 7 ]          |
| 6  | 6 فبراير 1980  | الصرخة الصامتة                                     | 1,919,563 | وصل الصرخة الصامتة إلى المركز الأول في الأسبوع الثالث. | [ 8 ]                |
| 7  | 13 فبراير 1980 | راقص أمريكي                                        | 1,463,443 | وصل راقص أمريكي إلى المركز الأول في الأسبوع الثاني من إصداره | [ 9 ]                |
| 8  | 20 فبراير 1980 | المبحره                                            | 1,694,803 | حقق المبحرة 5,096,223 دولارًا في أول 5 أيام. | [ 10 ] [ 11 ] [ 12 ] |
| 9  | 27 فبراير 1980 | المبحره                                            | 1,229,186 | | [ 13 ]               |
| 10 | 5 مارس 1980    | الضباب                                             | 1,599,290 | وصل الضباب إلى المركز الأول في الأسبوع الخامس من إطلاقه | [ 14 ]               |
| 11 | 12 مارس 1980   | كل هذا الجاز                                       | 1,144,802 | وصل كل هذا الجاز إلى المركز الأول في الأسبوع الثاني عشر من إصداره.                                                                                                  | [ 15 ]               |
| 12 | 19 مارس 1980   | ابنة عامل المناجم                                  | 1,005,036 | وصل ابنة عامل المناجم إلى المركز الأول في الأسبوع الثاني من إطلاقه.                                                                                                 | [ 16 ]               |
| 13 | 26 مارس 1980   | كرامر ضد كرامر                                     | 1,809,419 | عاد كرامر ضد كرامر إلى المركز الأول في الأسبوع الرابع عشر من إصداره. وحققت 1.6 مليون دولار في عطلة نهاية الأسبوع المنتهية في 23 مارس في جميع الأسواق.               | [ 17 ] [ 18 ]        |
| 14 | 2 أبريل 1980   | أعزائي الصغار                                      | 1,918,892 | وصل أعزائي الصغار إلى المركز الأول في الأسبوع الثاني من إصداره | [ 19 ]               |
| 15 | 9 أبريل 1980   | أعزائي الصغار                                      | 1,545,554 | | [ 20 ]               |
| 16 | 16 أبريل 1980  | كرامر ضد كرامر                                     | 1,194,160 | عاد كرامر ضد كرامر إلى المركز الأول في الأسبوع السابع عشر من إصداره. وبلغ إجمالي أرباحه 1.6 مليون دولار في عطلة نهاية الأسبوع المنتهية في 13 أبريل في جميع الأسواق. | [ 21 ] [ 22 ]        |
| 17 | 23 أبريل 1980  | كرامر ضد كرامر                                     | 1,335,476 | حقق كرامر ضد كرامر 1.8 مليون دولار في عطلة نهاية الأسبوع المنتهية في 20 أبريل في جميع الأسواق.                                                                      | [ 23 ] [ 24 ]        |
| 18 | 30 أبريل 1980  | كرامر ضد كرامر                                     | 1,078,596 | حقق كرامر ضد كرامر 1.4 مليون دولار في عطلة نهاية الأسبوع المنتهية في 27 أبريل في جميع الأسواق.                                                                      | [ 25 ] [ 26 ]        |
| 19 | 7 مايو 1980    | كرامر ضد كرامر                                     | 847,617   | حقق كرامر ضد كرامر 1.1 مليون دولار في عطلة نهاية الأسبوع المنتهية في 4 مايو في جميع الاسواق                                                                         | [ 27 ] [ 28 ]        |
| 20 | 14 مايو 1980   | يوم الجمعة الثالث عشر                              | 2,237,500 | حقق يوم الجمعة الثالث عشر أرباحًا قدرها 5,816,321 دولارًا في عطلة نهاية الأسبوع المنتهية في 11 مايو في جميع الاسواق                                                   | [ 29 ] [ 30 ]        |
| 21 | 21 مايو 1980   | يوم الجمعة الثالث عشر                              | 1,945,657 | | [ 31 ]               |
| 22 | 28 مايو 1980   | حرب النجوم الجزء الخامس: الإمبراطورية تعيد الضربات | 4,064,022 | حقق حرب النجوم الجزء الخامس: الإمبراطورية تعيد الضربات إجمالي ربح 6,415,804 دولارًا في عطلة نهاية الأسبوع التي استمرت 4 أيام في جميع الاسواق                         | [ 32 ] [ 33 ]        |
| 23 | 4 يونيو 1980   | حرب النجوم الجزء الخامس: الإمبراطورية تعيد الضربات | 3,415,791 | | [ 34 ]               |
| 24 | 11 يونيو 1980  | حرب النجوم الجزء الخامس: الإمبراطورية تعيد الضربات | 3,225,299 | بلغ إجمالي أرباح الفيلم 4,339,769 دولارًا في عطلة نهاية الأسبوع المنتهية في 8 يونيو في جميع الاسواق                                                                  | [ 35 ] [ 36 ]        |
| 25 | 18 يونيو 1980  | حرب النجوم الجزء الخامس: الإمبراطورية تعيد الضربات | 2,817,077 | حقق الفيلم إجمالي ربح 3,606,000 دولار على الصعيد الوطني في جميع الاسواق في عطلة نهاية الأسبوع المنتهية في 15 يونيو.                                                 | [ 37 ] [ 38 ]        |
| 26 | 25 يونيو 1980  | حرب النجوم الجزء الخامس: الإمبراطورية تعيد الضربات | 3,711,553 | حقق الفيلم أرباحًا بلغت 10,840,307 دولار على الصعيد الوطني في جميع الاسواق في عطلة نهاية الأسبوع المنتهية في 22 يونيو                                                | [ 39 ] [ 40 ]        |
| 27 | 2 يوليو 1980   | حرب النجوم الجزء الخامس: الإمبراطورية تعيد الضربات | 3,416,490 | بلغت أرباح الفيلم 9,217,874 دولارًا على الصعيد الوطني في جميع الأسواق في عطلة نهاية الأسبوع المنتهية في 29 يونيو                                                     | [ 41 ] [ 42 ]        |
| 28 | 9 يوليو 1980   | حرب النجوم الجزء الخامس: الإمبراطورية تعيد الضربات | 2,893,659 | بلغ إجمالي أرباح الفيلم 8,309,772 دولارًا على الصعي الوطني في جميع الأسواق في عطلة نهاية الأسبوع المنتهية في 6 يوليو                                                 | [ 43 ] [ 44 ]        |
| 29 | 16 يوليو 1980  | الطائرة!                                           | 2,739,328 | وصل الطائرة! إلى المركز الأول في الأسبوع الثالث من الإصدار وبلغ إجمالي أرباحها 7,105,024 دولارًا في الايام الخمسة المنتهية في 13 يوليو في جميع الأسواق.              | [ 45 ] [ 46 ] [ 47 ] |
| 30 | 23 يوليو 1980  | الطائرة!                                           | 2,662,155 | | [ 48 ]               |
| 31 | 30 يوليو 1980  | الطائرة!                                           | 2,096,358 | | [ 49 ]               |
| 32 | 6 أغسطس 1980   | الطائرة!                                           | 2,209,013 | | [ 50 ]               |
| 33 | 13 أغسطس 1980  | يرتدي ليقتل                                        | 1,745,388 | وصل الفيلم إلى المركز الأول في الأسبوع الثالث من إطلاقه. بلغ إجمالي أرباحها 2,942,000 دولار في عطلة نهاية الأسبوع المنتهية في 10 أغسطس في جميع الأسواق.             | [ 51 ] [ 52 ] [ 53 ] |
| 34 | 20 أغسطس 1980  | سموكي وقاطع الطرق 2                                | 1,860,800 | حقق الفيلم أرباحًا قدرها 10,883,835 دولارًا على الصعيد الوطني في عطلة نهاية الأسبوع المنتهية في 17 أغسطس، وهو رقم قياسي في أغسطس                                      | [ 54 ] [ 55 ] [ 56 ] |
| 35 | 27 أغسطس 1980  | سموكي وقاطع الطرق 2                                | 2,140,529 | حقق الفيلم أرباحًا قدرها 8,395,755 دولارًا على الصعيد الوطني في عطلة نهاية الأسبوع المنتهية في 24 أغسطس                                                               | [ 57 ] [ 58 ]        |
| 36 | 3 سبتمبر 1980  | سموكي وقاطع الطرق 2                                | 1,451,882 | | [ 59 ]               |
| 37 | 10 سبتمبر 1980 | سموكي وقاطع الطرق 2                                | 820,196   | | [ 60 ]               |
| 38 | 17 سبتمبر 1980 | ذا ترمنايتور                                       | 1,143,000 | | [ 61 ]               |
| 39 | 24 سبتمبر 1980 | ذا ترمنايتور                                       | 858,000   | | [ 62 ]               |
| 40 | 1 أكتوبر 1980  | هوبسكوتش                                           | 1,252,492 | بلغ إجمالي أرباح هوبسكوتش 2,552,864 دولارًا على المستوى الوطني في جميع الأسواق في عطلة نهاية الأسبوع المنتهية في 28 سبتمبر                                           | [ 63 ] [ 64 ]        |
| 41 | 8 أكتوبر 1980  | هوبسكوتش                                           | 1,126,721 | | [ 65 ]               |
| 42 | 15 أكتوبر 1980 | الجندي بنجامين                                     | 1,187,114 | حقق الجندي بنجامين 4,739,769 دولارًا في جميع الأسواق في عطلة نهاية الأسبوع المنتهية في 12 أكتوبر                                                                     | [ 66 ] [ 67 ] [ 68 ] |
| 43 | 22 أكتوبر 1980 | الجندي بنجامين                                     | 1,201,574 | حقق الجندي بنجامين 4,935,571 دولارًا في جميع الأسواق في عطلة نهاية الأسبوع المنتهية في 12 أكتوبر                                                                     | [ 69 ] [ 68 ]        |
| 44 | 29 أكتوبر 1980 | الجندي بنجامين                                     | 1,954,556 | | [ 70 ]               |
| 45 | 5 نوفمبر 1980  | الجندي بنجامين                                     | 1,756,902 | | [ 71 ]               |
| 46 | 12 نوفمبر 1980 | الجندي بنجامين                                     | 1,628,001 | | [ 72 ]               |
| 47 | 19 نوفمبر 1980 | الجندي بنجامين                                     | 1,281,696 | | [ 73 ]               |
| 48 | 26 نوفمبر 1980 | الجندي بنجامين                                     | 1,016,984 | | [ 74 ]               |
| 49 | 3 ديسمبر 1980  | الجندي بنجامين                                     | 872,420   | | [ 75 ]               |
| 50 | 10 ديسمبر 1980 | فلاش جوردون                                        | 1,428,771 | حقق فلاش جوردون 3,934,030 دولار من جميع الأسواق في عطلة نهاية الأسبوع المنتهية في 7 ديسمبر                                                                          | [ 76 ] [ 77 ] [ 78 ] |
| 51 | 17 ديسمبر 1980 | جنون الحجز                                         | 2,463,066 | حقق جنون الحجز أرباحًا بقيمة 8.7 مليون دولار على المستوى الوطني في عطلة نهاية الأسبوع المنتهية في 14 ديسمبر                                                          | [ 79 ] [ 80 ] [ 81 ] |
| 52 | 24 ديسمبر 1980 | جنون الحجز                                         | 2,371,298 | حقق جنون الحجز أرباحًا قدرها 6,656,501 دولارًا على المستوى الوطني في عطلة نهاية الأسبوع المنتهية في 21 ديسمبر.                                                        | [ 82 ] [ 83 ] [ 84 ] |
| 53 | 31 ديسمبر 1980 | جنون الحجز                                         | 2,424,829 | حقق جنون الحجز 7,938,584 دولارًا أمريكيًا في عطلة نهاية الأسبوع المنتهية في 28 ديسمبر.                                                                                | [ 85 ] [ 86 ]        |